# Ligne de Carhaix à Paimpol
Cet article court présente un sujet plus développé dans : ligne de Guingamp à Carhaix et ligne de Guingamp à Paimpol.
La ligne de Carhaix à Paimpol est une ligne de chemin de fer de l'Ouest de la France. Elle est en réalité composée de deux lignes distinctes : 
- la ligne de Carhaix à Guingamp, n° 486 000
- la ligne de Guingamp à Paimpol, n° 485 000

Ces deux lignes ont une histoire commune remontant à l'époque du Réseau breton, qui avait pour centre la gare de Carhaix.